# 蠍魔宮〜ブラックアウト
蠍魔宮〜ブラックアウト（原題:Blackout）は、スコーピオンズが1982年に発表したアルバム。スタジオ・アルバムとしては8作目。

## 解説
1981年、ボーカリストのクラウス・マイネが声帯を痛め、一時は歌手生命も危ぶまれるほどだったが、治療に成功して復帰を果たす。アルバム・ジャケットにはゴットフリート・ヘルンヴァインの絵画を使用。
スコーピオンズにとって初となる、全米チャートのトップ10入りを果たし、アメリカでの人気を決定づけた作品となった。「官能の夜」はシングル・カットされ、全米65位に達した。
2015年12月2日には、バンドのデビュー50周年を記念し、アルバムの新規リマスター音源や未発表デモ音源を収録したCD、ミュージック・ビデオ、ドキュメンタリー映像、1983年12月17日にドイツのドルトムントで行われた『ロック・ポップ・イン・コンサート：スペシャル・ヘヴィ・メタル・ナイト』の模様を収録したDVDがセットになった『蠍魔宮～ブラックアウト（50thアニバーサリー・デラックス・エディション）』（品番: SICX-30016/17）が発売された。

## 収録曲
全作曲：ルドルフ・シェンカー（特記を除く）
1. ブラックアウト - "Blackout" - 3:49
  - 作詞：クラウス・マイネ、ハーマン・ラレベル、ソンヤ・キテルセン
2. キャント・リヴ・ウィズアウト・ユー - "Can't Live Without You" - 3:47
  - 作詞：クラウス・マイネ
3. 官能の夜 - "No One Like You" - 3:57
  - 作詞：クラウス・マイネ
4. ユー・ギヴ・ミー・オール・アイ・ニード - "You Give Me All I Need" - 3:39
  - 作詞：ハーマン・ラレベル
5. NOW! - "Now!" - 2:35
  - 作詞：クラウス・マイネ、ハーマン・ラレベル
6. ダイナマイト - "Dynamite" - 4:12
  - 作詞：クラウス・マイネ、ハーマン・ラレベル
7. アリゾナ - "Arizona" - 3:56
  - 作詞：ハーマン・ラレベル
8. チャイナ・ホワイト - "China White" - 6:59
  - 作詞：クラウス・マイネ
9. 静寂の煙 - "When the Smoke Is Going Down" - 3:51
  - 作詞：クラウス・マイネ

2015年リマスター盤ボーナストラック
1. ブラックアウト（デモ） - "Blackout" (Demo Version, previously unreleased)
2. ラニング・フォー・ザ・プレイン（デモ） - "Running for the Plane" (Demo Song, previously unreleased)
  - 作詞：クラウス・マイネ
3. シュガー・マン（デモ） - "Sugar Man" (Demo Song, previously unreleased)
  - 作詞：クラウス・マイネ / 作曲：シェンカー、マティアス・ヤプス
4. サーチング・フォー・ザ・レインボウ（デモ） - "Searching for the Rainbow" (Demo Song, previously unreleased)
  - 作詞：クラウス・マイネ

## カヴァー
- 「ブラックアウト」は、屍忌蛇を中心に企画されたカヴァー・アルバム『STAND PROUD! ALL FOR HEAVY METAL』（1998年）で取り上げられた（ボーカルは小野正利）。また、ハルフォードのハノーファー公演でルドルフ・シェンカーをゲストに迎えて演奏され（クラウス・マイネも参加する予定だったが、インフルエンザのため不参加となった[3]）、ライヴ・アルバム『ライヴ・インサレクション』（2001年）に日本盤ボーナス・トラックとして収録された。

## 参加ミュージシャン
- クラウス・マイネ - ボーカル
- ルドルフ・シェンカー - ギター
- マティアス・ヤプス - ギター
- フランシス・ブッホルツ - ベース
- ハーマン・ラレベル - ドラムス